# Bertiera
Bertiera är ett släkte av måreväxter. Bertiera ingår i familjen måreväxter.

## Dottertaxa tillBertiera, i alfabetisk ordning[1]
- Bertiera adamsii
- Bertiera aequatorialis
- Bertiera aethiopica
- Bertiera angusiana
- Bertiera angustifolia
- Bertiera annobonensis
- Bertiera arctistipula
- Bertiera batesii
- Bertiera bicarpellata
- Bertiera bistipulata
- Bertiera borbonica
- Bertiera bracteolata
- Bertiera bracteosa
- Bertiera breviflora
- Bertiera brevithyrsa
- Bertiera chevalieri
- Bertiera congolana
- Bertiera crinita
- Bertiera elabensis
- Bertiera fimbriata
- Bertiera globiceps
- Bertiera gonzaleoides
- Bertiera guianensis
- Bertiera heterophylla
- Bertiera iturensis
- Bertiera lanx
- Bertiera laurentii
- Bertiera laxa
- Bertiera laxissima
- Bertiera ledermannii
- Bertiera lejolyana
- Bertiera letouzeyi
- Bertiera longiloba
- Bertiera longithyrsa
- Bertiera loraria
- Bertiera lujae
- Bertiera naucleoides
- Bertiera orthopetala
- Bertiera parviflora
- Bertiera pauloi
- Bertiera pedicellata
- Bertiera procumbens
- Bertiera pubiflora
- Bertiera racemosa
- Bertiera retrofracta
- Bertiera rosseeliana
- Bertiera rufa
- Bertiera rugosa
- Bertiera sphaerica
- Bertiera spicata
- Bertiera subsessilis
- Bertiera tessmannii
- Bertiera thollonii
- Bertiera thonneri
- Bertiera troupinii
- Bertiera viburnoides
- Bertiera zaluzania